# Joseph Buors
Joseph Tanguy Buors né le 2 décembre 1820 à Lesneven, où il est mort le 15 décembre 1879, est un sculpteur français.

## Biographie
Joseph Buors est né à Lesneven (Finistère). Il a exposé au Salon de 1846 un buste d'enfant en marbre. Il était alors incorporé au 24e léger, à la caserne de la Nouvelle-France, à Paris. Après avoir terminé son service militaire, il prit encore part au Salon de 1848.
Le musée des Beaux-Arts de Brest conserve son buste en marbre d'Alphonse Lescop, capitaine au 2e zouaves, tué à Sébastopol, et le musée des Beaux-Arts de Morlaix une statuette de jeune fille en marbre.